# Villeveyrac
 Villeveyrac  es una población y comuna francesa, situada en la región de Occitania, departamento de Hérault, en el distrito de Montpellier y cantón de Mèze.

## Demografía
| 1647 | 1609 | 1618 | 1686 | 1842 | 2211 | 3768 |
| Para los censos de 1962 a 1999 la población legal corresponde a la población sin duplicidades (Fuente: INSEE [Consultar]) |      |      |      |      |      |      |